# Districtul Manang, Satun
Manang (în thailandeză มะนัง) este un district (Amphoe) din provincia Satun, Thailanda, cu o populație de 14.611 locuitori și o suprafață de 207,8 km².

## Componență
Districtul este subdivizat în 2 subdistricte (tambon), care sunt subdivizate în 18 de sate (muban).
| Nr. | Nume             | În thailandeză | Sate | Locuitori |  |
| 1.  | Palm Phatthana   | ปาล์มพัฒนา       | 9    | 8,347     |  |
| 2.  | Nikhom Phatthana | นิคมพัฒนา        | 9    | 6,264     |  |